# Dayah Blang (Kembang Tanjong)
Dayah Blang is een bestuurslaag in het regentschap Pidie van de provincie Atjeh, Indonesië. Dayah Blang telt 293 inwoners (volkstelling 2010).